# Goniodiscaster granuliferus
Goniodiscaster granuliferus is een zeester uit de familie Oreasteridae.
De wetenschappelijke naam van de soort werd in 1847 gepubliceerd door John Edward Gray.